# Steyr-Puch Pinzgauer

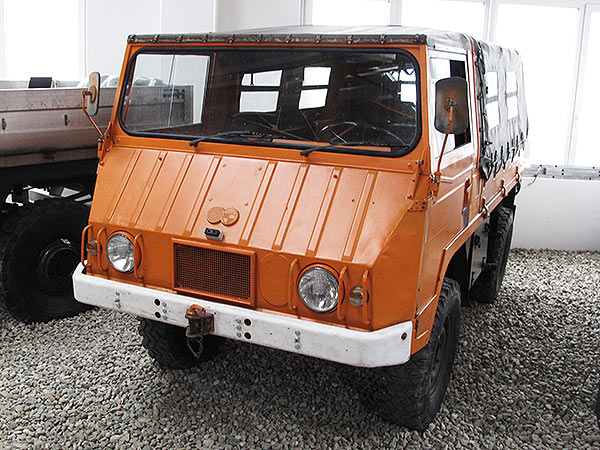
Prototyp des Pinzgauer im Johann-Puch-Museum, Graz

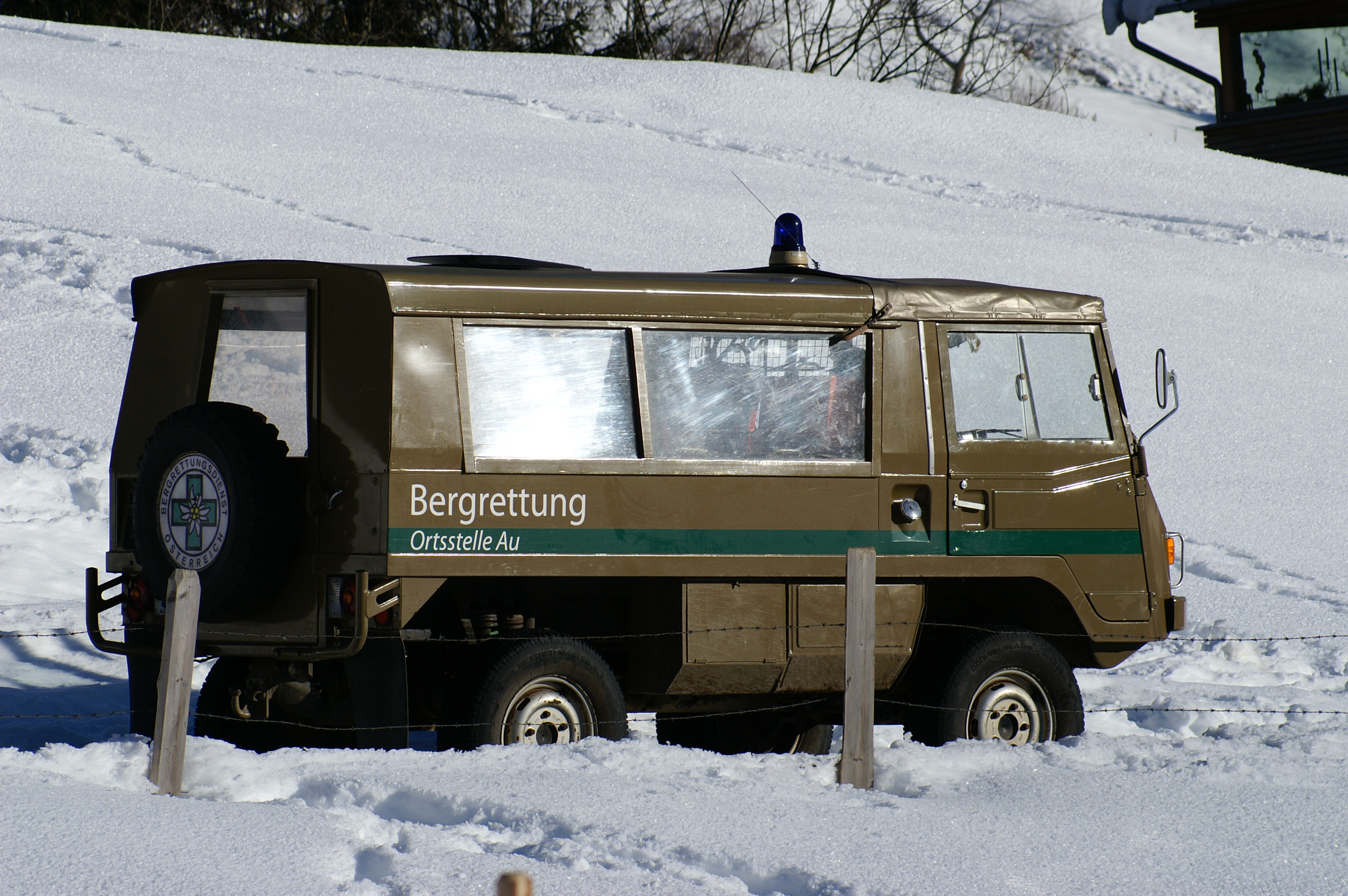
Bergrettungsfahrzeug der Ortsstelle Au (Vorarlberg)

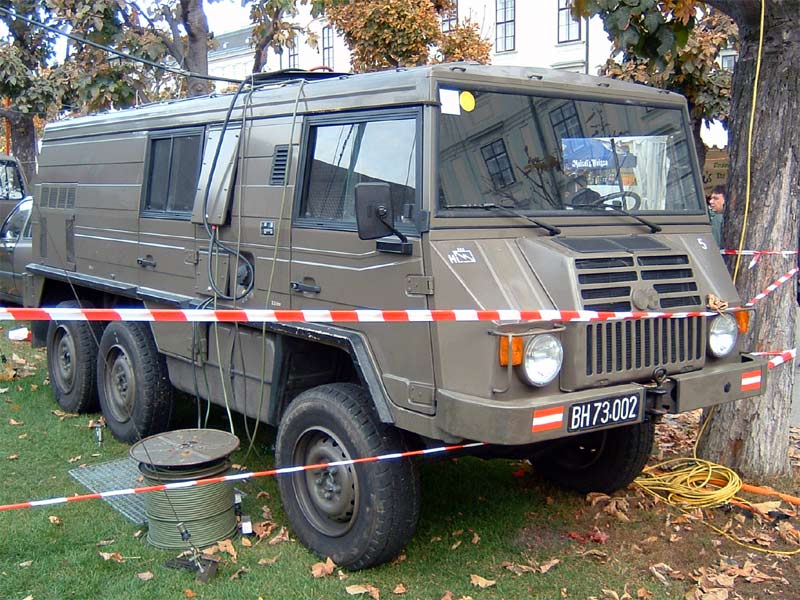
Pinzgauer Typ 718K P80

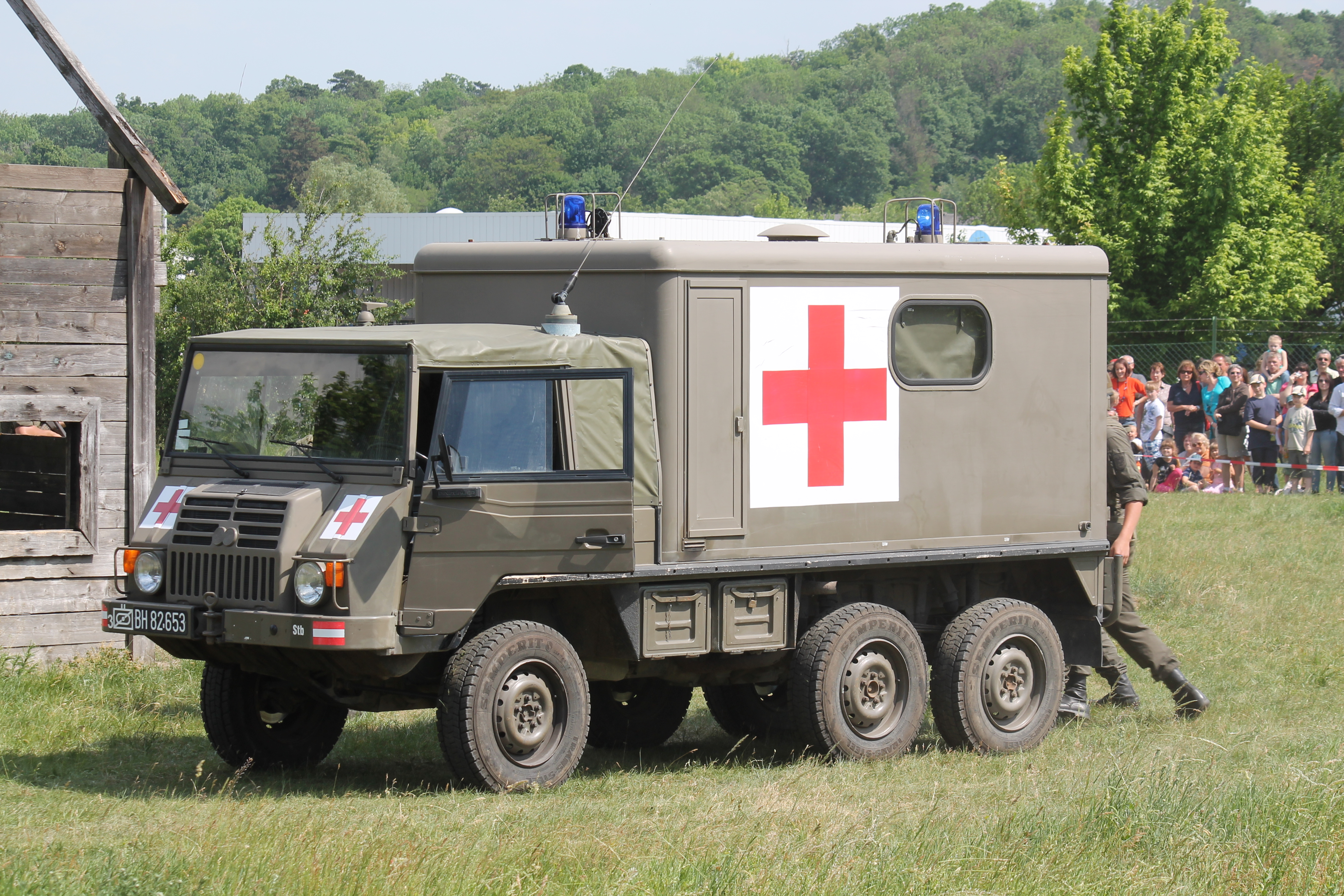
Sanitätsausführung

Der Steyr-Puch Pinzgauer ist ein österreichisches Geländefahrzeug. Er wurde als Nachfolger des Steyr-Puch Haflinger entwickelt und ist ein Wagen für schwerstes Gelände, der in Ausführungen mit zwei bzw. drei zuschaltbar/angetriebenen (sperrbaren) Achsen angeboten wird. Mit dem so realisierten Allradantrieb hat das Fahrzeug, je nach Ausführung mit 4 oder 6 Rädern, die Antriebsformel 4x4 oder 6×6.

## Geschichte
Der Name des Fahrzeugs leitet sich wie beim Vorgänger von einem österreichischen Nutztier ab, dem Pinzgauer Pferd auch Noriker genannt, dieses wiederum ist nach dem Pinzgau benannt.
Der Pinzgauer von Steyr-Daimler-Puch setzte sich gegen den Husar, das Konkurrenzprodukt der ÖAF, als Standardfahrzeug des österreichischen Bundesheeres durch.
Im Gegensatz zum Haflinger, der den Motor im Heck hat, ist der Motor beim Pinzgauer oberhalb der Vorderachse angebracht. Seine Zentralrohrrahmenbauweise ermöglicht eine Vielzahl an Aufbauvarianten. Wie auch der Haflinger wurde der Pinzgauer unter der maßgeblichen Leitung von Erich Ledwinka, dem Sohn des für die Tatra- und Steyr-Werke tätigen Hans Ledwinka, in Graz entwickelt.
Der Pinzgauer ist bei vielen militärischen und zivilen Organisationen im Einsatz: sowohl beim österreichischen Bundesheer als auch bei den Streitkräften des Vereinigten Königreichs, der Schweiz, Saudi-Arabiens, Jordaniens und vieler anderer. In Österreich kam bzw. kommt der Pinzgauer aber auch bei der Post, der Feuerwehr, Bergrettung und Rotem Kreuz zum Einsatz.
Im Jahr 2000 wurde die Produktion nach über 30.000 gebauten Exemplaren verschiedener Versionen nach Großbritannien an die Automotive Technik LTD verkauft und weitergeführt. 2002 wurde Automotive Technik von Armor Holdings übernommen.
2006 kaufte Armor Holdings auch Stewart & Stevensson, den Hersteller der US-Army-FMTV-Fahrzeuge. Die FMTV haben als Basis den Steyr 12M18. 12M18 und Pinzgauer sind somit wieder in einem Unternehmen vereint.
Am 31. Juli 2007 wurde Armor Holdings von British Aerospace übernommen und in BAe Systems AH Inc. umbenannt.
2008 wurde die Fertigung und Entwicklung des Pinzgauers der British Aerospace-BAe Land Systems OMC, Benoni, Südafrika übergeben. BAe OMC fertigt somit den „alten“ Pinzgauer I und entwickelt und baut den neuen Pinzgauer II. Dieser Pinzgauer wurde in der 6×6-Version mit einem Steyr Motors M16 TCI Sechszylinder-Turbodieselmotor mit 145 kW konzipiert. Es handelt sich um den M1-Monoblockmotor, der schon zu Steyr-Daimler-Puch-Zeiten mit der Fünfzylinder-Version (M15) im Pinzgauer getestet wurde.
In Großbritannien verbleibt nur ein Ersatzteillager mit etwa 25 Mitarbeitern. Die Ricardo Ltd. in England baut eine neue Karosserieversion des Pinzgauers.

## Modellübersicht

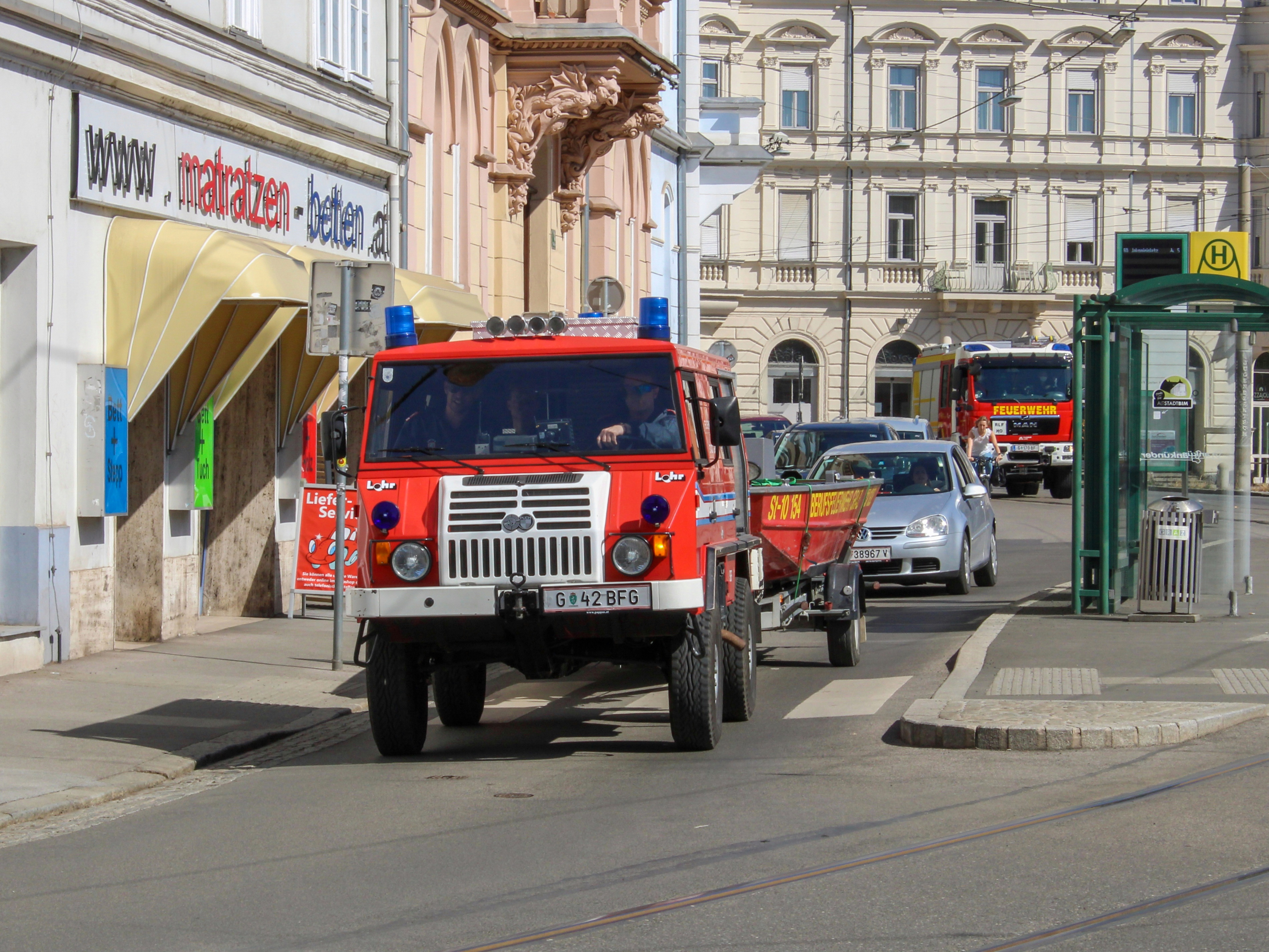
Steyr Puch Pinzgauer 716 D 4x4 der Berufsfeuerwehr Graz.

Der Pinzgauer wurde in vielen verschiedenen Ausführungen produziert, und zwar in erster Linie für das Militär. Die erste Baureihe (710/712) wurde von 1971 bis 1985 ausschließlich mit einem luftgekühlten Vierzylinder-Reihenmotor gebaut (Puch-Eigenentwicklung: 2,5 l mit 62–66 kW, in der Zivilausführung 2,7 Liter, 76 kW mit K-Jetronic). 1985 wurde das Fahrzeug komplett überarbeitet (716/718) und auf Dieselmotoren umgestellt. Begonnen wurde mit einem flüssigkeitsgekühlten Turbodieselmotor (2,4-Liter-Sechszylinder-Turbodiesel (VW LT) 85 kW mit LLK). Ab 2003 wurde dieser von einem 2,5-l-5-Zylinder (VW-Turbo-Diesel) ersetzt. Die Benzinmodelle sind mit einem 5-Gang-Schaltgetriebe ausgestattet. Die Sechszylinder-Turbodiesel-Modelle (1985–2003) waren von Beginn an wahlweise mit einem 5-Gang-Schaltgetriebe oder einem 4-Gang-Automatikgetriebe lieferbar. Oft werden sie auf 235/85 R 16 Reifen gefahren.
Die Fünfzylinder-Turbodiesel-Modelle (ab 2003) wurden nur mit einem 4-Gang Automatikgetriebe ausgeliefert.
Benzinmodelle 710/712
Dimensionen (4×4/6×6):
- Höhe:  2045 mm/2045 mm
- Länge: 4170 mm/4950 mm
- Breite: 1790 mm/1790 mm
- zul. Gesamtgewicht: 3000 kg/3500–3900 kg
- Steigfähigkeit: 100 %

Dieselmodelle 716/718
Dimensionen (4×4/6×6):
- Höhe:  2160 mm/2160 mm
- Länge: 4528 mm/5308 mm
- Breite: 1800 mm/1800 mm
- zul. Gesamtgewicht: 3850 kg/5000 kg
- Steigfähigkeit: 80 %

### 4×4-Benzin-Versionen
- 710 M – Planenverdeck
- 710 K – Kastenwagen
- 710 T – Pritsche
- 710 AMB-Y – Ambulanzwagen
- 710 AMB-S – Ambulanzwagen mit portablem Shelter

### 6×6-Benzin-Versionen
- 712 M – Planenverdeckung
- 712 K – Kastenwagen
- 712 FLA – Flakträger

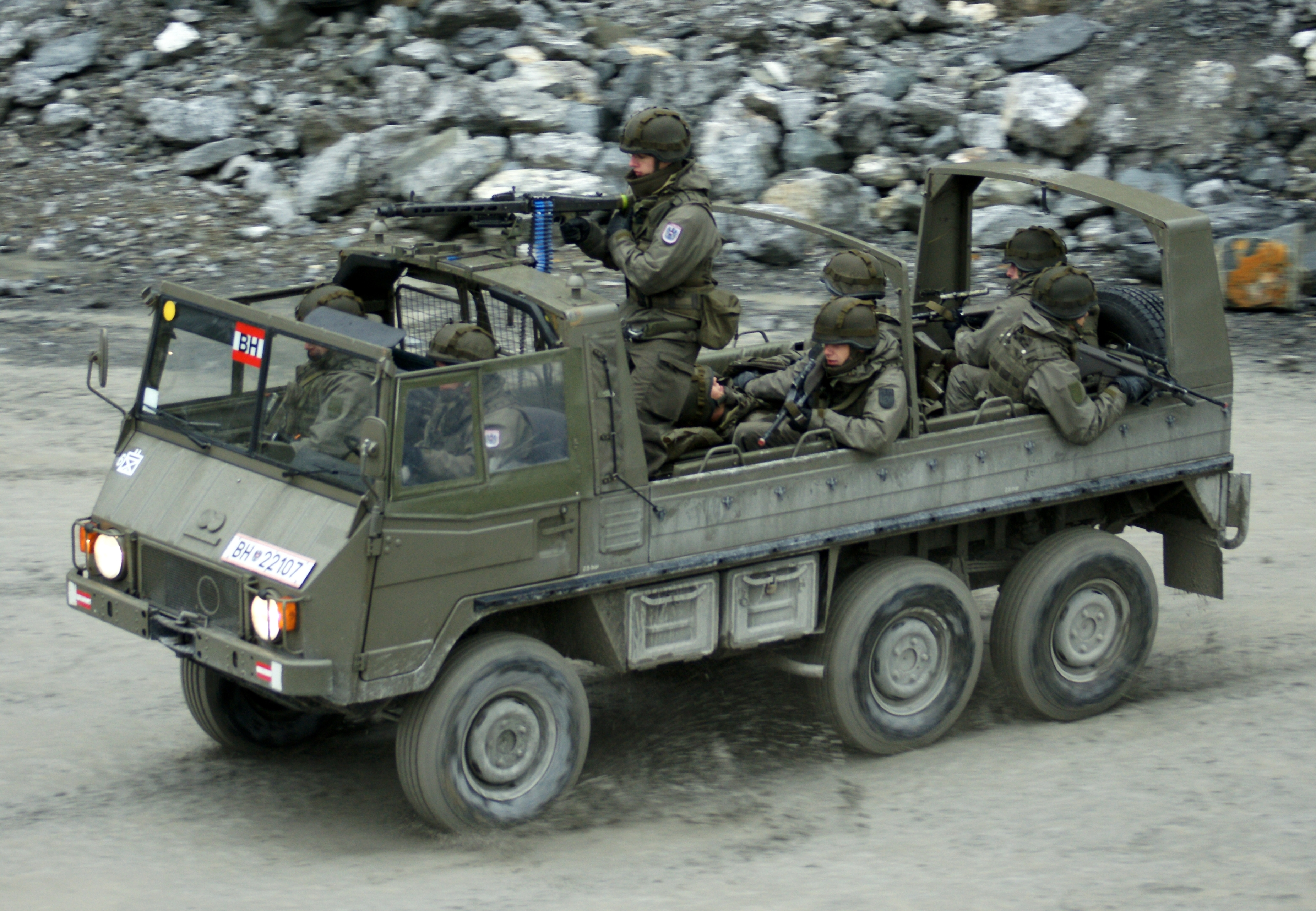
Typ 712M

- 712 W – Werkstattwagen mit portablem Shelter
- 712 DK – Metalldoppelkabine mit dahinterliegender Pritsche
- 712 T – Pritsche
- 712 AMB-S – Ambulanzwagen mit portablem Shelter
- 712 FW – Feuerwehr
- 712 REC – Bergungsfahrzeug

### 4×4-Diesel-Version
- 716 M – Planenverdeck
- 716 K – geschlossener Aufbau, fünftürig
- 716 MK – geschlossener Aufbau, dreitürig
- sowie weitere zahlreiche Varianten, da Auftragsproduktion nach Kundenwunsch

### 6×6-Diesel-Version
- 718 M – Planenverdeck
- 718 K – geschlossener Aufbau, fünftürig
- 718 MK – geschlossener Aufbau, dreitürig
- sowie weitere zahlreiche Varianten, da Auftragsproduktion nach Kundenwunsch

## Kampfeinsätze
Das Fahrzeug wird von der Ukraine im Russisch-Ukrainischen Krieg eingesetzt. Laut dem Oryx-Blog gingen mit Stand November 2024 fünf Pinzgauer Vector 718 verloren.

## Ähnliche Fahrzeuge bzw. Nachbauten
- Volvo C303
- Volvo C202